# The Official Work
The Official Work är ett mixtape av hiphop-gruppen Ying Yang Twins, släppt den 26 augusti 2008.

## Spårlista
1. Rollin'
2. Ying Yanguage Skit
3. Don't Trip
4. Swag
5. What Ying Yang Mean Skit
6. Ochee
7. Go
8. 3,6,9
9. Juaah
10. Look Back At It
11. How Dat Shit Came Upon Skit
12. Whoop Ass
13. Outside Da Box Skit
14. Cheech & Chong
15. Ying Meets the Yang Skit
16. Wind
17. Music From the Soul Skit
18. Other Shit (iTunes Bonus Track)